# Château de Ris-Chauveron
La baronnie du Ris-Chauveron tire son nom de la famille de Chauveron de Limoges. Le château se trouve aujourd'hui dans la commune d'Azat-le-Ris (Haute-Vienne, France).

## Historique
En 1396, Jean de Chauveron obtient la permission de fortifier le lieu du Ris. Il l’avait acheté en 1385. Sa petite-fille transmet la baronnie aux Hélie de Pompadour, qui échangent l’ensemble à Pierre de Connigham le 26 mars 1518, à savoir « les chasteau, chastellenie, terre et seigneurie du Riz-Chauveron et d’Azat, ensemble les appartenances et appendances quelzconques, assise et situées en le comté de la Marche (…) avecque toue justice et juridicion… » . 
Pierre de Coningham rend encore hommage en 1567 en tant que baron du Ris pour certains droits de justice au château de Montmorillon . Marie Mauclerc est dame du Ris, et veuve en 1re noces Jacques de Saint-Savin, lorsqu’elle épouse en 1576, en secondes noces, Antoine Lignaud.   
Son fils, né de sa première union, Georges de Saint-Savin est qualifié de baron du Ris-Chauveron et y demeurait le 23 janvier 1600. Elle transmet son bien à son autre fils René Lignaud à sa mort le 5 mars 1604. Le contrat a donc lieu un avant sa mort. 
Le mariage d’Esther Lignaud avec François Estourneau fait passer les droits de la baronnie à cette dernière famille. C’est en 1719, que Jeanne Estourneau, épouse séparée de Pierre de Lubersac, vend le Ris-Chauveron à Marie Chauvet épouse de Jean Vidaud, chevalier, seigneur comte du Dognon . 
En 1782, Marie Geneviève Vidaud du Dognon et son mari le marquis de Montmaut, demeurant à Paris, rue de Vaugirard, vendent le Ris à André-Victor Collin de La Brunerie, commissaire des guerres du Poitou au prix de 202 000 livres. Au retour de l’émigration, c’est sa fille Sophie de La Brunerie, épouse en 1re noces Bruno de Juglar et en 2e Denis de La Combe-Bellegarde, qui en hérite et qui le vend à Jean-Léonard Bessoneau des Houllières en 1817. Ce dernier laisse le Ris en dot en 1831 à sa fille qui épouse le chevalier Louis du Garreau de Grésignac (1810-1873). Il fait restaurer le château en 1842. 
En 1876, Adolphe Baudon de Mony, notable parisien se rend acquéreur du Ris-Chauveron. Il le fait reconstruire en 1882.